# Stabilimento Boeing di Everett
Lo stabilimento Boeing di Everett è una struttura dedicata all'assemblaggio di aeromobili situata a Everett, nello stato di Washington, di proprietà della Boeing Company. All'interno dello stabilimento industriale, situato nell'angolo nord-orientale dell'aeroporto Paine Field, è presente il più grande edificio industriale del mondo, avente un volume occupato di 13.385.378 m3 e una superficie coperta di 399.480 m2. La Boeing utilizza questo stabile per l'assemblaggio dei suoi aerei a fusoliera larga: 767 (solo cargo), 777, 787 e il 797 che deve ancora essere presentato

## Storia

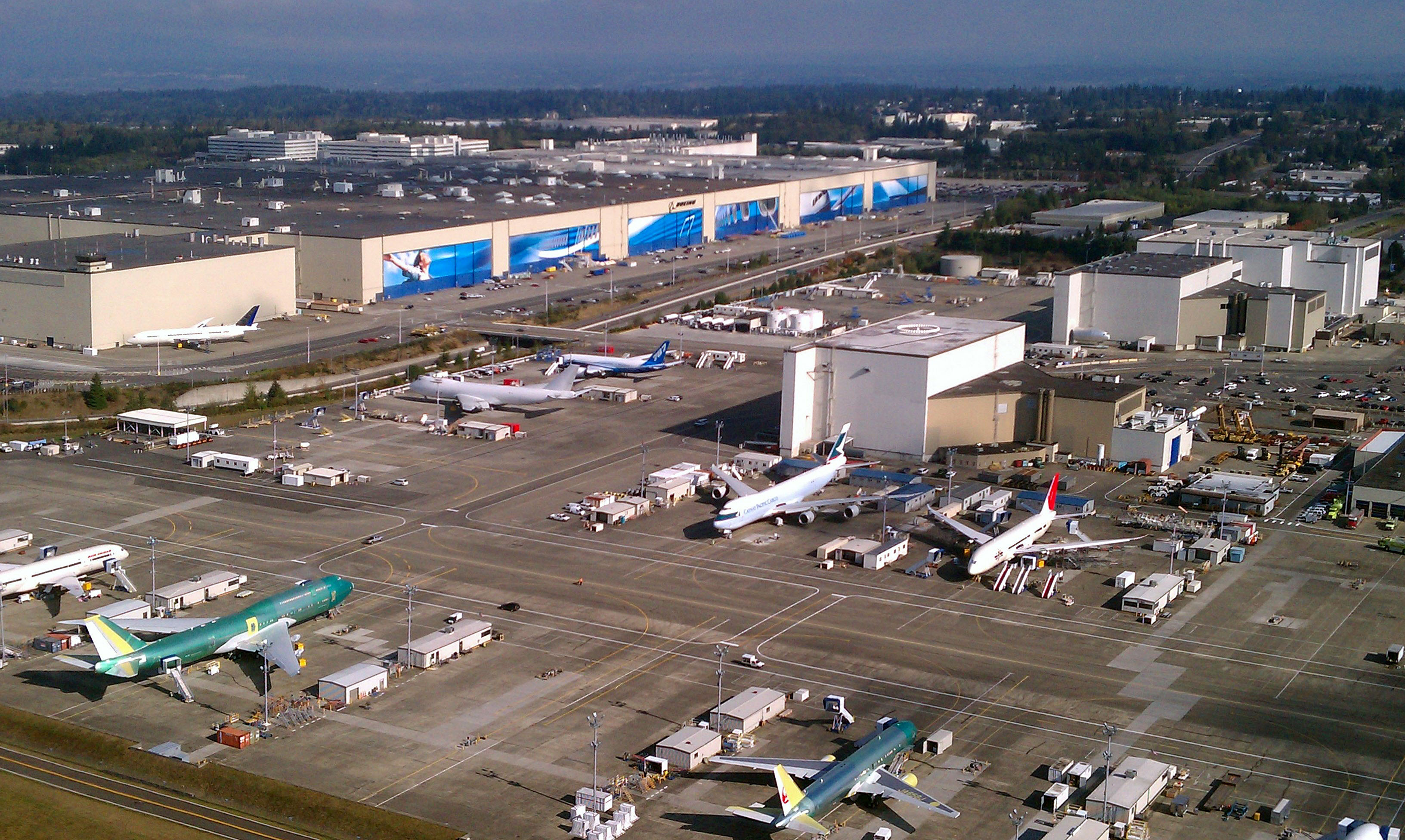
Lo stabilimento della Boeing a Everett. In alto sulla sinistra è visibile il suo edificio principale, il più grande edificio del mondo.

I piani di costruzione dello stabilimento, in origine dedicato alla costruzione dei Boeing 747, furono annunciati per la prima volta nel 1966 dalla Boeing, dopo che questa aveva ottenuto una commessa da parte della Pan American World Airways per la consegna di 25 aerei 747, per un totale di 525 milioni di dollari.  L'azienda, la cui presenza a Everett risaliva al 1943, acquistò quindi 780 acri a nord dell'allora poco sviluppato aeroporto Paine Field, che aveva visto il maggior utilizzo nella seconda guerra mondiale ad opera dell'esercito statunitense.
Due anni dopo, nel 1968 la Boeing iniziò ad organizzare dei tour guidati per visitare la fabbrica dove veniva costruito quello che allora era l'aereo più grande del mondo: il Boeing 747. Nel 2007, poco prima di celebrare il quarantesimo anniversario dell'iniziativa, il sito produttivo di Everett festeggiò il tremilionesimo visitatore, con un numero di visitatori annuali che superava i 110.000, mentre nel 2017 sono arrivati a superare i 150.000.
Oggi la fabbrica, in cui lavorano più di 30.000 persone, ospita anche una filiale della BECU, la banca di credito cooperativo originariamente riservata ai soli dipendenti della Boeing, diversi punti di ristoro, una caserma dei vigili del fuoco ed una del servizio sicurezza e perfino un centro fitness.
Dall'altra parte dell'aeroporto, sul suo lato ovest, sono inoltre presenti il The Boeing Store, un teatro e il Future of Flight Aviation Center, un museo dell'aviazione da cui, tra l'altro, parte il tour della fabbrica.

## Aeromobili in produzione

### Boeing 767

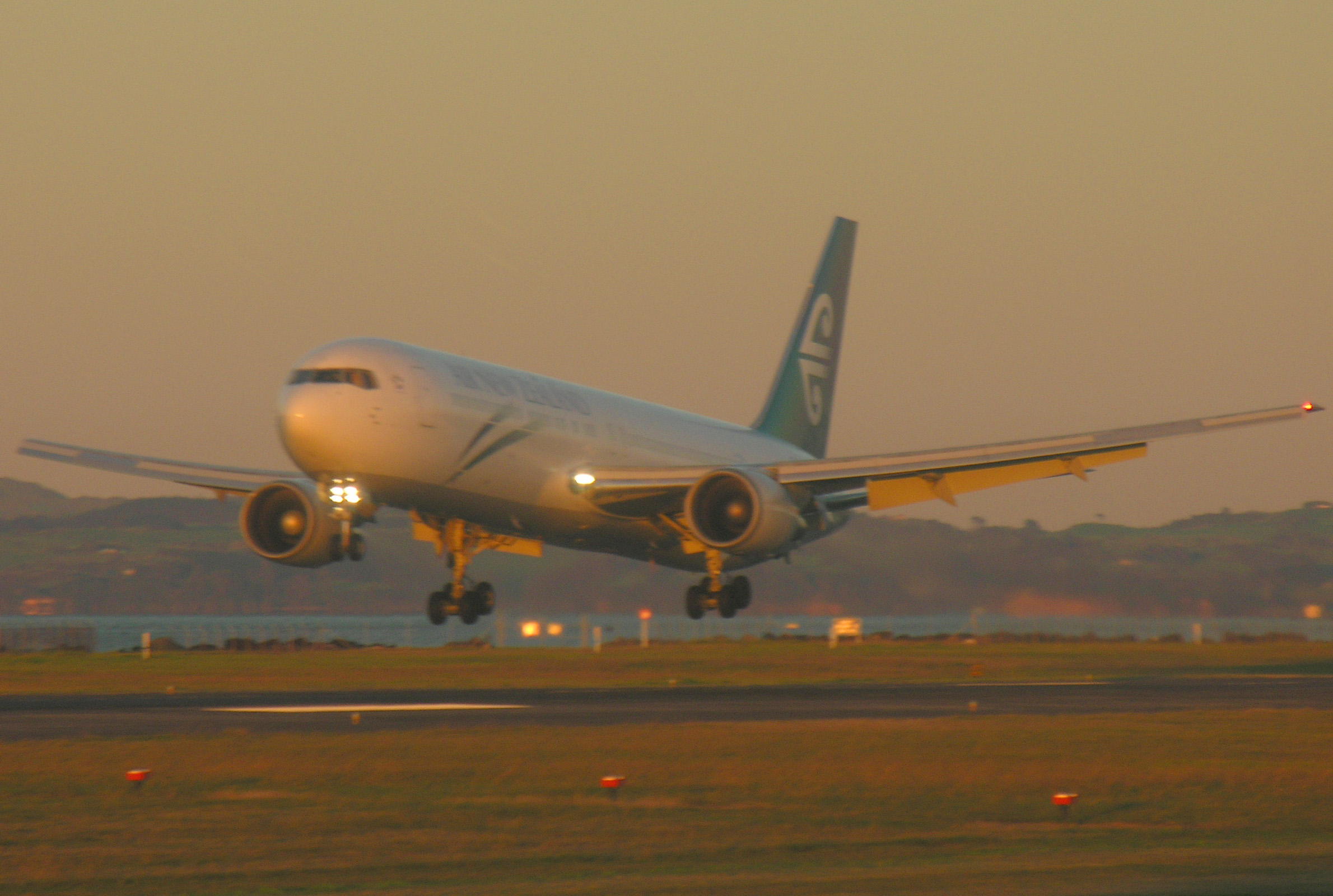
Un Boeing 767 della Air New Zealand in fase di atterraggio.

Il Boeing 767, la cui produzione è iniziata nel 1979, è un aereo bimotore a getto, con configurazione a fusoliera larga ed ala bassa. Le attuali versioni passeggeri in produzione sono la 767-300ER e la 767-400ER, quest'ultima risultante dall'allungamento della fusoliera della prima. In una tipica configurazione a tre classi, il 767-300ER può trasportare fino a 218 passeggeri ed ha un'autonomia di 11.090 km ad una velocità di crociera di 850 km/h, mentre il 767-400ER può trasportare 245 passeggeri, con un'autonomia di 10.480 km alla stessa velocità di crociera del 760-300ER.
Le versioni di 767 attualmente in produzione sono:
- 767-300ER - Variante a lunga percorrenza;
- 767-400ER - Variante lunga del 767-300ER;
- 767-300F - Variante cargo;
- KC-46 Pegasus - Aereo militare per il rifornimento in volo e trasporto strategico.[6]

### Boeing 777

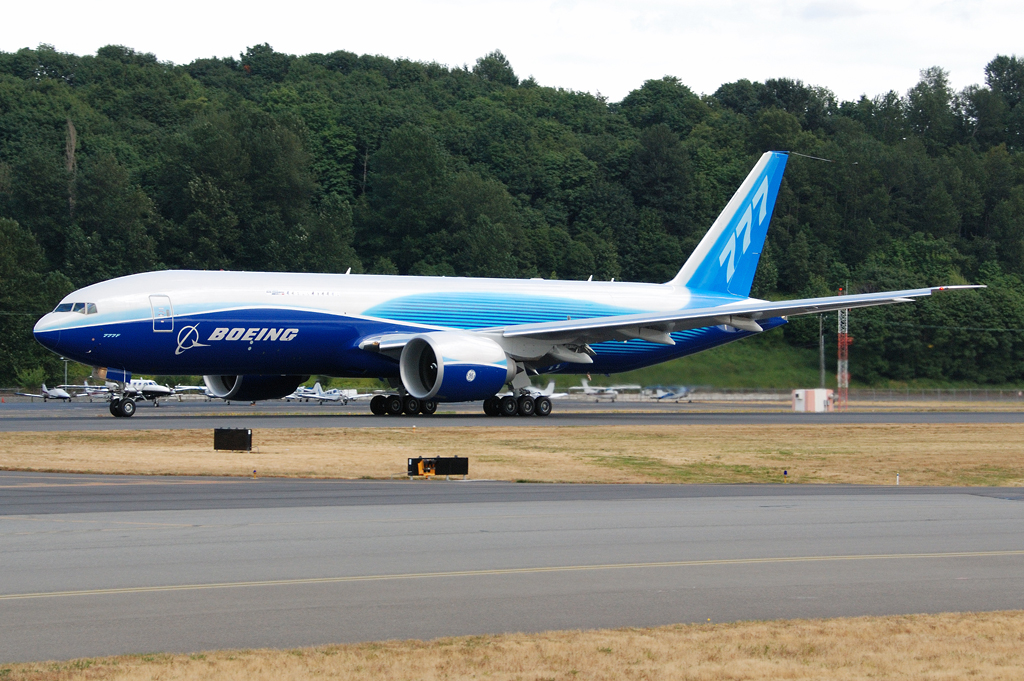
Un Boeing 777 Freighter prima di un volo di prova.

Il Boeing 777, la cui produzione è iniziata nel 1993, è un aereo a fusoliera larga dotato di due motori a turboventola ed è il più grande bimotore del mondo. Le attuali versioni passeggeri in produzione sono la 777-300ER e la 777-200LR. In una tipica configurazione a tre classi, il 777-300ER può trasportare, fino a 386 passeggeri ed ha un'autonomia di 14.500 km ad una velocità di crociera di 890 km/h, mentre il 777-200LR può trasportare 301 passeggeri con un'autonomia di 17.500 km, il che lo rende il jet commerciale con l'autonomia più ampia del mondo, ad una velocità di crociera di 890 km/h.
Le versioni di 777 attualmente in produzione sono:
- 777-200LR - Variante con più percorrenza;
- 777-300ER - Variante a lunga percorrenza;
- 777F - Variante cargo.
- 777-9 - Variante a lunghissima percorrenza

### Boeing 787

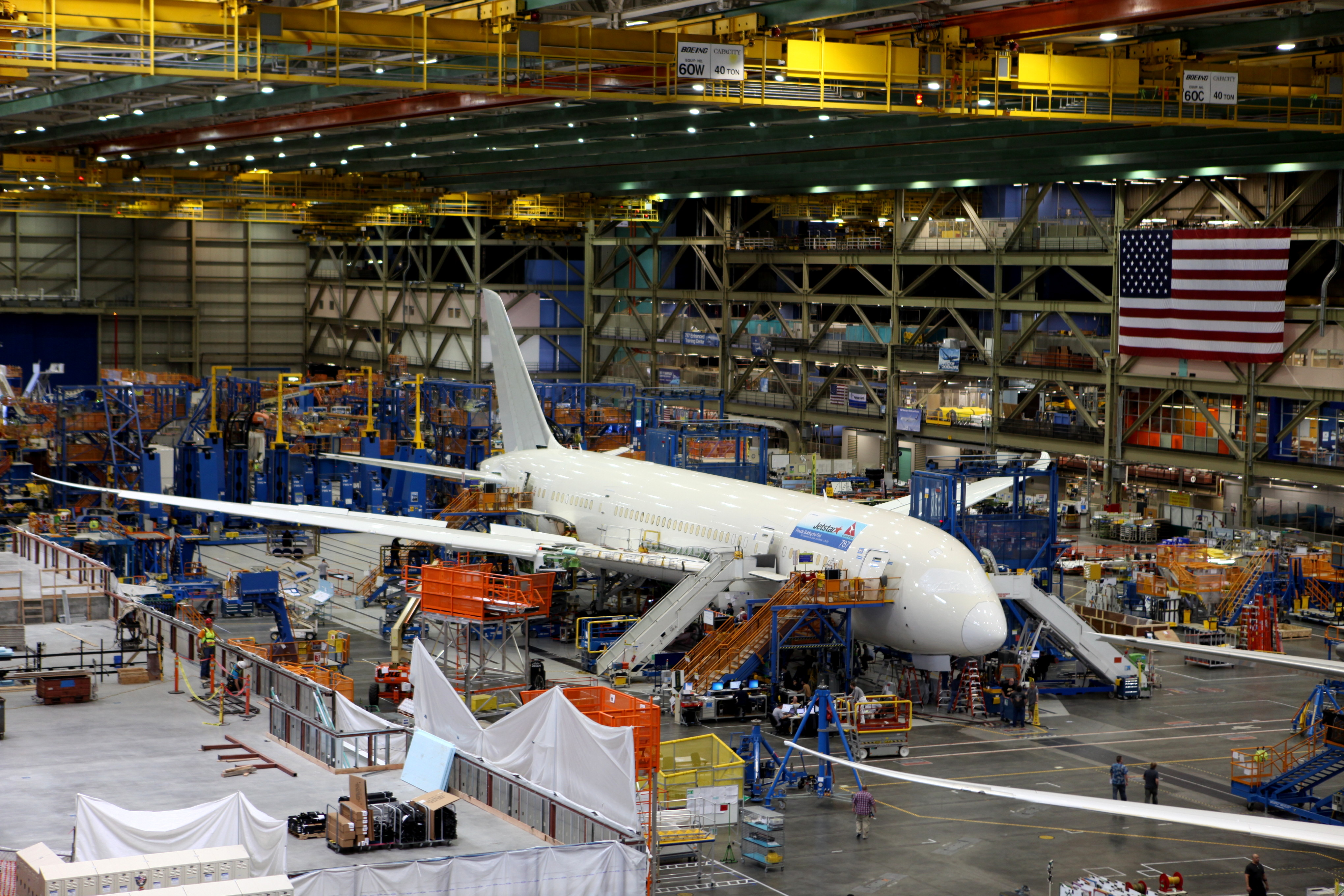
Il primo 787 per la Jetstar Airways ad essere costruito.

Il Boeing 787 Dreamliner, la cui produzione è iniziata nel 2006, è un aeroplano bimotore turboventola a fusoliera larga, utilizzato per voli a medio e lungo raggio. Le varianti per il trasporto passeggeri attualmente in produzione possono portare, in una tipica configurazione a due classi, da 242 a 290 passeggeri, con un'autonomia che va da 13.620 a 14.140 km ad una velocità di crociera di 900 km/h
Nel luglio 2014, la Boeing ha annunciato che la versione 787-10, la più lunga di quelle prodotte, sarebbe stata assemblata esclusivamente nello stabilimento di North Charleston, nella Carolina del Sud, poiché i pezzi della fusoliera di questo aeromobile era troppo lunghi per essere trasportati con il Boeing Dreamlifter fin nello stabilimento di Everett.
Le versioni di 787 attualmente in produzione nello stabilimento di Everett sono:
- 787-8
- 787-9
- 787-10

## Aeroporto
Una volta prodotti, gli aerei sono consegnati facendoli partire dall'aeroporto Paine Field, ossia l'aeroporto della Contea di Snohomish, adiacente allo stabilimento.

## Curiosità
Dal 2006 sulla facciata sud dell'edificio principale dello stabilimento campeggia quello che è il murale più grande del mondo, il quale decora le sei porte dell'edificio, ognuna delle quali ha un'altezza di 25 m ed una larghezza compresa tra 91 e 107 m, ed ha una superficie complessiva di circa 10.000 m2.